# Jurij Michajlovič Lotman
Jurij Michajlovič Lotman (in russo Ю́рий Миха́йлович Ло́тман?; Pietrogrado, 28 febbraio 1922 – Tartu, 28 ottobre 1993) è stato uno storico della letteratura, strutturalista e semiotico russo, teorizzatore della semiotica della cultura.
Guidò la scuola semiotica di Tartu-Mosca fino alla sua morte. Gli subentrò Peeter Torop.
Definì il concetto di semiosfera in un libro del 1985 intitolato appunto La semiosfera, che è il suo studio più noto.

## Biografia
Jurij Lotman nacque in una famiglia ebraica intellettuale. Il padre, l'avvocato Michail Lotman, aveva frequentato le facoltà di matematica e giurisprudenza all'Università di Pietroburgo, e successivamente era stato giureconsulto per varie case editrici; la madre, Sara Samuilovna (Aleksandra Samojlovna) Lotman (Nudelman),  lavorò da sarta e cucitrice, per poi diventare successivamente dentista. Lotman ebbe tre sorelle: Inna Obrazcova,  compositrice e docente di teoria musicale laureata al Conservatorio di Leningrado, Viktorija Lotman, cardiologa di rilievo, e Lidija Lotman, specialista in letteratura russa della seconda metà del XIX secolo e collaboratore scientifico nell'Istituto di Letteratura Russa a San Pietroburgo.
Jurij Lotman si diplomò alla scuola superiore Petrišule nel 1939 con ottimi voti e fu ammesso alla Università Statale di San Pietroburgo, senza dover superare alcun esame. Lì studiò lettere, scelta che aveva compiuto a causa di alcuni amici universitari di Lidia Lotman (aveva inoltre appreso elementi di filologia quando era ancora nella scuola secondaria). I suoi professori universitari erano celebri accademici e docenti quali Gukovskij, Azadovskij, Orlov, ed Ejhenbaum. Da studente Lotman scrisse il suo primo saggio nell'ambito del corso di Vladimir Propp. Si arruolò nell'Armata Rossa nell'ottobre del 1940, interrompendo il secondo anno di corso, e durante la seconda guerra mondiale prestò servizio come operatore radio nell'artiglieria. Divenne sergente della guardia, comandante del reparto delle trasmissioni della prima batteria del sessantottesimo reggimento dell'artiglieria della guardia e comandante del reparto delle trasmissioni della direzione della terza divisione della trentottesima brigata dell'artiglieria.  Rimase ferito in guerra, e per il valore dimostrato in battaglia fu premiato con l'Ordine della stella rossa (22 marzo 1945), con l'Ordine della guerra patriottica di seconda classe (17 maggio 1945), con la medaglia Per il coraggio (5 ottobre 1944) e con la medaglia Per merito in battaglia (10 febbraio 1944). Fu smobilitato nel 1946. Si iscrisse al Partito comunista nell'aprile del 1943.
Impossibilitato a trovare un incarico accademico in Russia a causa del dilagante antisemitismo (non riuscì a fare domanda per un dottorato di ricerca), dopo essersi laureato all'università di Leningrado nel 1950 ottenne un incarico al Pedagogìčeskij Institùt [Istituto per la formazione degli insegnanti] a Tartu. Nel 1952 discusse la tesi “Radiščev nella lotta contro le idee sociopolitiche e l'estetica nobiliare di Karamzin”. Dal 1954 insegnò all’università di Tartu: dal 1960 al 1977 fu direttore del Dipartimento di letteratura russa. In seguito divenne capo del dipartimento stesso. Nel 1961 all'università di Leningrado presentò la tesi di dottorato “Viaggi attraverso l'evoluzione della letteratura russa del periodo predecabrista” (il suo supervisore fu Makogonenko). Nei primi giorni di gennaio del 1970, gli agenti del KGB perquisirono l'appartamento di Lotman per le indagini sul caso di Natal'ja Gorbanevskaja, e gli venne proibito di viaggiare all'estero. Membro corrispondente della British Academy (1977) e dell'Accademia norvegese di scienze e lettere (1987), fu anche accademico dell'Accademia reale svedese delle scienze (1989) e membro dell'Accademia estone delle scienze. Alla fine degli anni Ottanta creò la serie di trasmissioni televisive "Conversazioni sulla cultura russa". Durante la perestrojka venne coinvolto nella vita politica dell'Estonia: nel mese di ottobre del 1988 fu eletto al consiglio plenipotenziario del fronte popolare in Estonia. 
Nel 1993 Lotman ricevette il premio Puškin per i suoi lavori «Aleksandr Sergeevič Puškin. Biografia dello scrittore» e «Commentari al romanzo di Puškin, Evgenij Onegin». Il 28 ottobre dello stesso anno morì a Tartu e fu sepolto nel cimitero Raadi.

## Ambiti di ricerca
Al centro dell'attenzione di Lotman si trovano questioni che riguardano cultura e arte, che esamina come «sistemi modellizzanti secondari». La lingua risulta essere il sistema modellizzante primario. La funzione della cultura e dell'arte è la lotta all'entropia e la raccolta di informazioni, oltre che la comunicazione tra le persone. L'arte è parte della cultura insieme alla scienza.
A Tartu fondò una sua scuola tuttora famosa nel mondo, la Scuola semiotica di Tartu-Mosca (russo: Московско-тартуская семиотическая школа). Tra gli altri esponenti di questa scuola si annoverano Boris Uspenskij, Vjačeslav Vsevolodovič Ivanov, Vladimir Toporov, Mikhail Gasparov, Alexander Pjatigorskij, Isaak I. Revzin, Ju. I. Levin, Igor Grigorievič Savostin e altri. Grazie al loro lavoro collettivo, hanno gettato le basi teoriche della semiotica della cultura. Questa scuola è molto conosciuta per la sua rivista Sign Systems Studies, pubblicato dalla Tartu University Press (già in russo come Труды по знаковым системам) e attualmente è la più antica rivista di semiotica del mondo (è stata fondata nel 1964). Lotman si appassionò a varie discipline, come la teoria della cultura, la letteratura russa, la storia, la semiotica, la semiologia (teorie generali dei segni e dei sistemi di segni), la semiotica del cinema, le arti, la robotica, ecc. In questi campi, Lotman è stato uno dei più citati autori. Il suo studio di rilievo nella letteratura russa è stato dedicato a Puškin, tra le sue opere più influenti della semiotica e strutturalismo sono Semiotica del cinema, Analisi del testo poetico e La struttura del testo artistico. Nel 1984, Lotman coniò il fortunato termine semiosfera, usato ancora oggi da vari autori.

## Vita privata
Nel marzo del 1951 si sposò con Zara Grigor'evna Minc (1927-1990),  studiosa delle opere di Blok e del simbolismo russo nonché docente dell'università di Tartu. 
Jurij Lotman ebbe tre figli:
- Mihail Ûr'evič Lotman (1952), professore ordinario di semiotica e teoria della letteratura presso l'Università di Tallinn
- Grigorij Ûr'evič Lotman (nato nel 1953), artista
- Aleksej Ûr'evič Lotman (1960), biologo e dal 2006 politico e membro del parlamento per il partito estone Verdi

## Scritti
- La struttura del testo poetico, a cura di Eridano Bazzarelli, Milano: Mursia, 1972 ISBN 88-425-0466-1
- Ricerche semiotiche: nuove tendenze delle scienze umane nell'URSS, a cura di Jurij M. Lotman e Boris A. Uspenskij, ed. italiana a cura di Clara Strada Janovič, Torino: Einaudi, 1973 (in particolare Il problema del segno e del sistema segnico nella tipologia della cultura russa prima del XX secolo, pp. 40–61)
- Semiotica e cultura (con Boris A. Uspenskij), trad. e introduzione di Donatella Ferrari-Bravo, Milano-Napoli: Ricciardi, 1975
- Tipologia della cultura (con Boris A. Uspenskij), a cura di Remo Faccani e Marzio Marzaduri, Milano: Bompiani, 1975; 2ª ed. 1995 e 2001 ISBN 88-452-2454-6 ISBN 88-452-4729-5
- Il testo e il punto di vista, in Giuseppe Petronio (a cura di), Teoria e realtà del romanzo, Bari: Laterza, 1975, pp. 109–26
- La cultura come mente collettiva e i problemi della intelligenza artificiale, Centro Internazionale di Semiotica e di Linguistica, Urbino: Università degli Studi di Urbino, 1977
- "Sulla poesia: testo e sistema", trad. Lina Unali e Simonetta Salvestroni, in Problemi, Periodico Quadrimestrale di Cultura diretto da Giuseppe Petronio, n. 52, maggio-agosto 1978, pp. 132–146
- Introduzione alla semiotica del cinema, a cura di Pietro Montani, Roma: Officina, 1979 (ed. originale 1973)
- Semiotica del cinema, trad. Gloria Beltrame, Catania: Edizioni del prisma, 1979; 2ª ed. 1994
- contributo a Tolstoj oggi, a cura di Sante Graciotti e Vittorio Strada, Firenze: Sansoni, 1980
- Tesi sullo studio semiotico della cultura (con Vjačeslav Vsevolodovič Ivanov, Alexander Pjatigorskij, Vladimir Toporov e Boris A. Uspenskij), trad. Antonella Summa, a cura di e con introduzione di Maurizio Grande, Parma: Pratiche, 1980
- Testo e contesto: semiotica dell'arte e della cultura, a cura di Simonetta Salvestroni, Roma-Bari: Laterza, 1980
- Retorica, in Enciclopedia Einaudi, vol. XI, 1980, pp. 1047–66
- Da Rousseau a Tolstoi: saggi sulla cultura russa, introduzione di Vittorio Strada, Bologna: Il Mulino, 1984 ISBN 88-15-00356-8
- La semiosfera: asimmetria e il dialogo nelle strutture pensanti, a cura di Simonetta Salvestroni, Venezia: Marsilio, 1985 ISBN 88-317-4703-7
- Il testo e la storia: l'"Evgenij Onegin" di Puškin, introduzione di Vittorio Strada, Bologna: Il Mulino, 1985 ISBN 88-15-00858-6
- Puškin: vita di Aleksandr Sergeevic Puskin, a cura di Francesca Fici Giusti, presentazione di Vittorio Strada, Padova: Liviana, 1990 ISBN 88-7675-620-5
- (EN)  Universe of the Mind: a Semiotic Theory of Culture, trad. Ann Shukman, introduzione di Umberto Eco, London-New York: Tauris, 1990 e 2001ISBN 1-85043-212-0 ISBN 1-85043-375-5
- La cultura e l'esplosione: prevedibilità e imprevedibilità, trad. Caterina Valentino, Milano: Feltrinelli, 1993 ISBN 88-07-10164-5
- Cercare la strada: modelli della cultura, trad. Nicoletta Marcialis, introduzione di Maria Corti, Venezia: Marsilio, 1994 ISBN 88-317-5603-6
- Il simbolo e lo specchio: scritti della scuola semiotica di Mosca-Tartu (con altri), a cura di Romeo Galassi e Margherita De Michiel, Napoli: Edizioni scientifiche italiane, 1997 ISBN 88-8114-446-8
- Il girotondo delle Muse: saggi sulla semiotica delle arti e della rappresentazione, a cura di Silvia Burini, presentazione di Cesare Segre, con un ricordo di Nina Kauchtschischwili, Bergamo: Moretti & Vitali, 1998 ISBN 88-7186-100-0
- Dialogo con lo schermo (con Yuri Tsivian), a cura di Silvia Burini e Alessandro Niero, postfazione di Silvia Burini, Bergamo: Moretti & Vitali, 2001 ISBN 88-7186-157-4
- Non-memorie, trad. Silvia Burini e Alessandro Niero, presentazione di Maria Corti, Novara: Interlinea, 2001 ISBN 88-8212-255-7
- L'architettura nel contesto della cultura, trad. Silvia Burini, in eSamizdat, II, 3, 2004, pp. 109–19 vedi il sito
- La casa ne "Il Maestro e Margherita", trad. Marta Vanin, in eSamizdat, III, 2-3, 2005, pp. 31–36 vedi il sito
- Tesi per una semiotica delle culture, a cura di Franciscu Sedda, Roma: Meltemi, 2006 ISBN 88-8353-478-6
- Prefazione a Umberto Eco, Il nome della rosa, Torino: UTET, 2007 ISBN 88-02-07492-5
- La natura artistica delle stampe popolari russe, a cura di Lucina Giudici, Milano: BookTime, 2009 ISBN 978-88-6218-153-2